# Вилбранд I фон Локум-Халермунд
Вилбранд I фон Локум-Халермунд (на немски: Wilbrand I von Loccum-Hallermund, Wulbrand); * ок. 1120; † 1167) е граф на Халермунд.

## Биография
Син е на граф Бурхард I фон Локум (1090 – 1130), който е близък приятел на Лотар III фон Сюплингенбург и е сватосан с него.
През 1148 г. Вилбранд подарява манастир Шина, а през 1163 г. основава в Локум манастир. Той се присъединява към похода на император Фридрих I Барбароса против папа Александър.
Вилбранд I умира от чума през юли-август 1167 г., в лагера на германските войски пред Рим  Синът му Лудолф I умира през 1191 г. при рицарски турнир , а другият му син Вилбранд II умира през 1189 г. по време на Третия кръстоносен поход. Наследството получава дъщеря му Аделхайд, която е омъжена втори път за граф Гюнтер II фон Кефернбург и Шварцбург.

## Фамилия
Вилбранд I се жени за Беатрикс фон Салм-Рейнек, дъщеря на пфалцграф Ото I фон Салм. Те имат децата:
- Лудолф I († 1191)
- Бурхард II
- Вилбранд II († 1189 в Антиохия)
- Беатрикс ∞ Хайнрих II граф фон Олденбург-Вилдесхаузен († 1199)
- Аделхайд, наследничка. [4]
  - ∞ 1). граф Конрад II фон Васел (1145 – 1176/78)
  - ∞ 2). граф Гюнтер II фон Кефернбург и Шварцбург (1135 – 1197)